# 木下氏
木下氏（きのしたし）は、武家・華族だった日本の氏族。系譜の異なる諸家があるが、豊臣秀吉およびその妻高台院（北政所）の一族が最も著名。同家は木下藤吉郎（秀吉）が戦国武将として出世し、1573年に羽柴に改姓し、天下人となった後の1586年に豊臣の本姓を与えられた。高台院の実家杉原氏も縁戚の家臣として取り立てられて木下氏への改姓を許され、大坂夏の陣で豊臣宗家（羽柴宗家）が徳川氏に攻め滅ぼされた後も備中国足守藩主家、豊後国日出藩主家などが存続し、明治維新後には両家とも華族の子爵家に列した。

## 豊臣秀吉の生家と高台院の一族

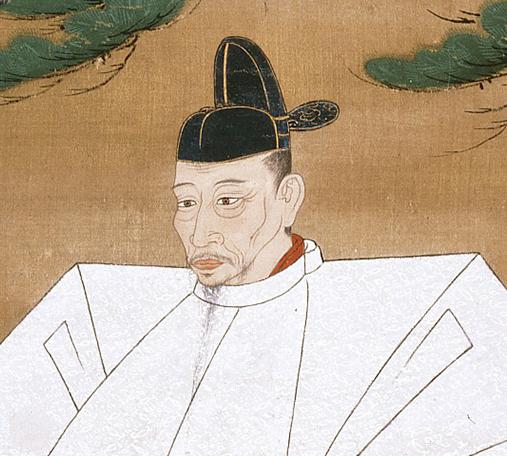
豊臣秀吉（木下藤吉郎）

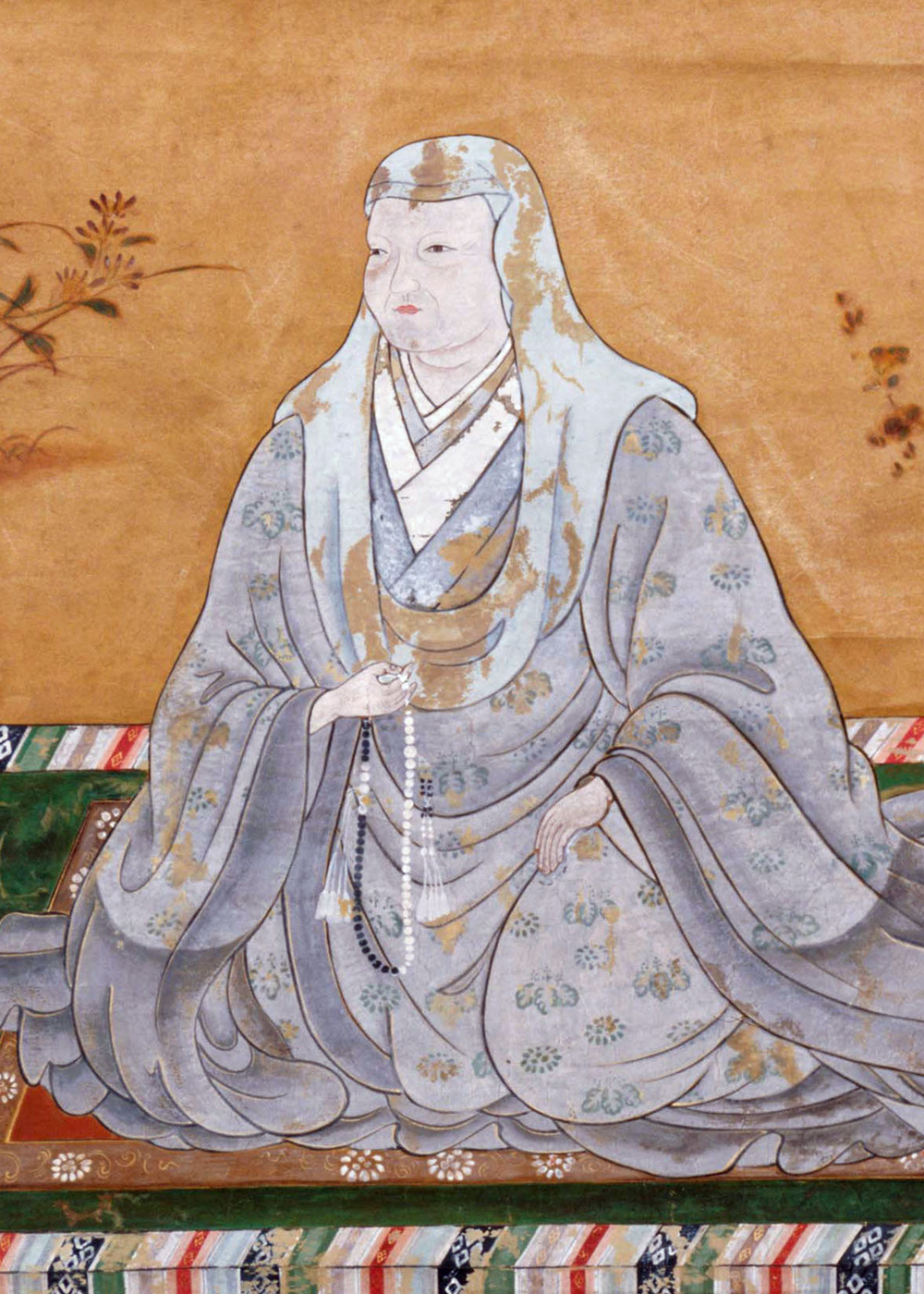
秀吉の正室高台院。彼女の実家杉原氏が木下氏として残る。

### 出自
豊臣秀吉は自分の父系の先祖について明らかにはしていない。このため木下氏の系譜には諸説がある。浅井氏の分家と称する説があるものの、明確になっていない。一説に、近江国浅井郡丁野村の住人・昌盛法師が還俗して木下弥助国吉と名乗り尾張国に移住したことに始まるという。昌盛は近江浅井氏の庶流・浅井忠政の弟であり、北近江の高島氏出身の木下越中守高泰の娘を娶って木下氏を称し、その子が秀吉の祖父・木下右衛門尉吉高、そして秀吉の父・木下弥右衛門昌吉と続き、尾張国愛知郡中々村（なかなかむら）の土豪として定着したという。
一説によると秀吉は元々苗字持ちでなく、杉原定利から改名した木下祐久の娘おね（高台院）と結婚したことで「木下藤吉郎秀吉」を名乗るようになったという。これに対して、杉原氏が木下氏に改められたのは、天正12年（1584年）に杉原氏の嫡流筋とされる杉原家次が秀吉から冷遇されていると考えて将来を悲観して自害し、これに激怒した秀吉の命令であるとする説もある。
高台院の実家である尾張国の杉原氏は家伝によれば平姓を称していたとされる。『木下家譜』によれば杉原氏は杉原光平を家祖とし、その十代目の子孫木下七郎兵衛家利の長女に杉原定利を婿養子に迎え、その次女が豊臣秀吉の正室高台院であるとする。

### 安土桃山～江戸時代
木下藤吉郎秀吉（豊臣秀吉）は、尾張大名織田信長に仕え活躍し、北近江長浜城主となり織田家の重臣に列した。正確な時期は不明であるが、秀吉は苗字を「木下」から「羽柴」へと変更し、秀吉に仕えていた弟の秀長も追随した。さらに天下人となった後の1585年に関白に就任するに際して近衛前久の養子となって藤原、翌年太政大臣就任に及んで朝廷から豊臣の本姓を受けた。
秀吉の正室高台院（北政所）の実兄家定も木下氏に改姓し、豊臣の本姓を与えられた。家定は秀吉の直臣となり、2万5000石の姫路城主に取り立てられた。また子の勝俊は若狭国小浜6万石の領主に封じられ、次男の利房も高浜城3万国に封じられた。三男延俊・四男俊定もそれぞれ大名となっている。五男の秀俊は秀吉の養子とされたが後に小早川氏の養子となり、小早川秀秋と称した。秀吉は大名や家臣に羽柴の名字を与えることをしばしば行っているが、勝俊と秀秋はこれを受けていることが確認できる。
小牧・長久手の戦いで、羽柴信吉（後の豊臣秀次）を守って戦死した木下助左衛門入道助休と、その弟の木下勘解由左衛門利匡は、高台院の親族であり杉原氏の出身と言われているが、確証はとれていない。
関ヶ原の戦いでは勝俊は伏見城の戦いの前に退去したため、戦後に所領を没収された。西軍についた利房・俊定もそれぞれ所領を失っている。一方で延俊は東軍についたため、戦後になって加増され豊後国日出藩3万石の所領を与えられた。秀秋は55万石の太守となるも、まもなく没して無嗣改易となった。家定は妹の縁故で高台院警護の任に当たったため難を逃れ、同年に徳川家康により備中国賀陽・上房両郡2万5000石の足守城主に移封された。勝俊・利房は家定のもとに戻ったが、慶長13年（1608年）に家定が没すると後継を巡って争ったために所領は没収された。
秀吉の死後豊臣家（羽柴家）を相続していた豊臣秀頼は、慶長20年（1615年）の大坂夏の陣で徳川氏により滅亡させられた。一方で利房は戦功により父の死後浅野家に預けられていた遺領備中国足守藩を継ぐことが認められた。これらの系統はすべて江戸時代を通じて木下氏を称している。
大坂の陣後、羽柴家が断絶することを憂慮した高台院（秀吉正室。北政所）は利房の次男利次を養子とし、豊臣の社稷を継ぐ羽柴利次を称させた。高台院の死後、利次は遺領のうち近江国野洲郡・粟田郡の3,000石を相続し、木下姓に改めて旗本として存続した（近江木下家）。
1642年には豊後日出藩主木下俊治は5000石の所領を弟延由に分与し、これにより立石領を領する交代寄合木下家が成立した。なお日出木下家18代当主木下俊𠘑や19代当主木下崇俊によれば秀頼の遺児国松は日出へ逃れ、木下俊治の弟として延由になったという伝承が伝わっているという。

### 明治以降
明治維新後、最後の足守藩主木下利恭も日出藩主木下俊愿も、明治2年（1869年）の版籍奉還で華族に列するとともにそれぞれの藩の藩知事に任じられ、明治4年（1871年）の廃藩置県まで藩知事を務めた。
廃藩置県の際に定められた家禄は足守木下家の利恭が1052石、日出木下家の俊愿は1028石。明治9年の金禄公債証書発行条例に基づき家禄の代わりに支給された金禄公債の額は、足守木下家の利恭が3万5000円（華族受給者中154位）、日出木下家の俊愿が3万2695円49銭2厘（華族受給者中163位）。
1884年（明治17年）に華族令施行により華族が五爵制となり、利恭と俊哲は旧小藩知事として子爵に叙せられた。
旧交代寄合の立石木下家の当主俊清も朝臣に転じていた明治3年（1870年）に諸侯昇格願いを提出したが、不許可となっている。同家は明治5年（1872年）3月10日に羽柴に復姓した。その養子羽柴俊朗も叙爵請願運動を行い、本家筋の日出木下家の当主木下俊哲子爵からも叙爵請願が行われているが、結局実現せず同家は士族のままだった。先述のとおり同家には豊臣国松の子孫とする説もあるが叙爵請願においてはその点については触れていない。

### 備考
豊臣政権の成立前、羽柴秀吉が自らの家臣筋に「木下」の名字を与えたと思われる事例が3件確認されている。現存史料では天正9年6月以降に確認される木下重堅は荒木村重の一族と伝えられており、村重が織田信長に対して反乱を起こしたことを憚ったと推測されている。天正13年7月以降に確認される木下吉隆は近江長浜称名寺の出身とされ、本能寺の変の際に実家の称名寺が秀吉の家族を匿った功績との関連も考えられるが詳細な事情は不明である。天正15年9月以降に確認される木下家定は前述のように秀吉正室・高台院の兄で元は杉原を称しており、天正12年の杉原氏嫡流・家次の死と関連付ける見方もある。豊臣政権成立後、秀吉は家臣となった大名に「豊臣」の姓や「羽柴」の名字を与えていることが知られ、「木下」名字の下賜をその先例とみる説がある。

## その他の木下氏

### 賀茂県主の木下氏
賀茂別雷神社の氏人（うじびと）に、賀茂姓の木下家がいる。

### 大江姓の木下氏
下賀茂社祠官膳部に、大江姓の木下家がいる。

### 摂津国の木下氏
摂津国を拠点としていた木下氏である。天正6年（1578年）、豊島郡箕輪城また穂積城を木下氏が築城したと伝えられている。

### 伊勢国の木下氏
伊勢国鈴鹿郡木下邑発祥の氏族である。

### 桓武平氏柘植氏族の木下氏
伊賀国発祥の氏族である。柘植宗清の子・北村俊忠の子孫といわれる。家紋は丸に釘抜、唐花（『寛政系譜』）。

### 桓武平氏坪坂氏流の木下氏
大和国発祥の氏族である。本願寺に仕えた、坪坂伯耆守の子・次郎左衛門が“木下”を称した。家紋は三雁金、揚羽むかい蝶（『寛政系譜』）。

### 遠江国の木下氏
天野景泰文書、手負人数に「木下藤三、木下虎景」が、義元加判文書に「木下藤次郎」の名前が見える。

### 清和源氏佐竹氏流の木下氏
武蔵国橘樹郡にいた氏族である。
『新編武蔵風土記稿』に「木下氏、天正の水帳に木下右近あり。佐竹右馬頭義敦の男・石塚彦四郎宗義が末流なりという。この余百姓甚蔵というものあり。これも佐竹左京大夫義仁が末葉木下次郎というものの庶流なりとて、今も木下を氏とせり。天正の水帳には木下四郎左衛門としるせり」とある。また入間郡入會十二人衆に「木下越後、木下方兵衛」という名前が見える。

### 常陸国の木下氏
常陸国にいた木下氏である。『新編国志』に「木下、寛永旧記に、多賀郡桜井村に木下讃岐という浪士あり。戦功の者なりしという」と記されている。

### 近江国の木下氏
羽柴秀吉に仕えて手柄をあげて、木下の氏を賜り木下半介吉隆をと名乗ったことにはじまる木下氏である。それ以前の名乗りは不詳であるが、近江長浜にある称名寺の住職の家に生まれたと伝えられている。秀吉の右筆・奏者を務めていたが、豊臣秀次の謀反に連座して配流され、後に殺害されたと伝えられている。吉隆の子供達は舅である西尾光教に男子がいないことから、西尾家に引き取られてその養子となったために1代で消滅したと考えられている。

### 荒木氏流の木下氏
荒木平大夫が羽柴秀吉に仕えて手柄をあげて、木下の氏を賜り木下備中守重堅と名乗ったことにはじまる木下氏である。『安西軍策』に「木下備中」と見える。秀吉が因幡国を平定した後、重堅は八束郡・智頭郡の2万石を賜い、若佐（若桜）に在城した。関ヶ原の戦いでは西軍に属したため除封される。家紋は丸の内に二つ引き。
『因幡志』には「山根、尾崎、田中ら木下被官か」と記述し、また因幡国智頭郡草木城（合野原村）は木ノ下乗雲という武士が在城していたといわれる。そして「大坪、横川、高橋、横尾らは木ノ下家人」と見える。
また気多郡田公氏配下の将に木ノ下氏あり。

### 龍造寺氏家臣 木下氏
龍造寺隆信家臣の木下昌直が有名。猛将として知られ、龍造寺四天王のうちの一人に数えられた。